# Barynotus squamosus
Barynotus squamosus är en skalbaggsart som beskrevs av Ernst Friedrich Germar 1824. Barynotus squamosus ingår i släktet Barynotus, och familjen vivlar. Arten är reproducerande i Sverige.